# Joseph Hansen
Joseph Hansen, född 16 juni 1910 i Richfield, Utah, död 18 januari 1979 i New York, var en amerikansk kommunist och en av ledarna för Socialist Workers Party. 
Hansen, född och uppvuxen i Utah, hans far ursprungligen från Norge, radikaliserades under den stora depressionen på 1930-talet och anslöt sig till den amerikanska trotskistiska rörelsen, som leddes av James P. Cannon. 1937 reste han till den ryska bolsjevikledaren Trotskij, som levde i exil i Mexiko, och Hansen arbetade som Trotskijs sekreterare och livvakt. 1940 då Trotskij mördades av Ramón Mercader var Hansen en av dem som lyckades fånga Mercader.
Joe Hansen återvände till USA och arbetade livet ut som en av de främsta ledarna för SWP. Hansen välkomnade den kubanska revolutionen 1959 och reste till Kuba tillsammans med Farrell Dobbs. I samband med Che Guevaras död 1967 lät Hansen sammanställa den första utgivna boken med Ches texter på engelska.